# Одо из Меца
Одо из Меца (нем. Odo von Metz, фр. Eudes de Metz) — архитектор франкского королевства. Создатель Палатинской капеллы Карла Великого в Аахене.

## Биография
Сведения о жизни Одо из Меца крайне скудны. Известно, что он жил и творил в эпоху короля франков и первого императора Священной Римской империи Карла Великого. Вероятно, это самый первый из известных архитекторов, кто родился к северу от Альп. Однако ряд исследователей считает, что Одо был армянского происхождения.
Его приверженность многоугольным строениям с хорошо продуманными фасадами зданий, очевидно навеяна базиликой Сан-Витале в Равенне и позднеримской архитектурой византийского стиля. Построенная им в Ахене Палатинская капелла (также именуемая капеллой Карла Великого) сохранилась и многим считается предвестником романского стиля в архитектуре.